# Semaeopus miniata
Semaeopus miniata là một loài bướm đêm trong họ Geometridae.